# Clathria araiosa
Clathria araiosa är en svampdjursart som beskrevs av Hooper och Claude Lévi 1993. Clathria araiosa ingår i släktet Clathria och familjen Microcionidae. Inga underarter finns listade i Catalogue of Life.